# Кислинская, Лариса Юрьевна
Лари́са Ю́рьевна Кисли́нская (8 июня 1958, Москва, СССР — 14 февраля 2022) — советский и российский журналист, репортёр, колумнист, обозреватель газеты «Совершенно секретно».

## Биография
Родилась 8 июня 1958 года в Москве.
В 1980 году окончила факультет журналистики МГУ имени М. В. Ломоносова.
Ещё будучи студенткой по договору работала обозревателем в газете «Труд».
С 1980 года — специальный корреспондент и редактор отдела культуры, с 1986 года — обозреватель службы новостей информационного агентства ТАСС.
Работала обозревателем газеты «Советская Россия».
С июня 1997 года работала обозревателем и членом редакционной коллегии в газете «Совершенно секретно». Первые расследования журналистки в «Совершенно секретно» рассказывали о «банных похождениях» бывшего министра юстиции РФ Валентина Ковалёва. В 1997—1998 годах наряду с Кириллом Беляниновым («Новые Известия») Сергеем Соколовым и Сергеем Плужниковым («Литературная газета») и ещё тремя сотрудниками входила в специальную группу расследований холдинга «Совершенно секретно», являясь её неформальным лидером.
Более пяти лет сотрудничала с московским отделением Центра по изучению транснациональной преступности и коррупции при Американском университете.
Кислинская скончалась 14 февраля 2022 года. Она была найдена мёртвой в своей московской квартире после того, как перестала выходить на связь. Похороненa на Хованском кладбище (уч. 18).

## Награды
В 1987 году за цикл статей об организованной преступности получила премию Союза журналистов Москвы. В 1988 году на День советской милиции получила премию ГУВД Мосгорисполкома. В 1989 году — премию Союза журналистов СССР. В 2000 году стала лауреатом премии «Лучшие перья России». Тогда же Ассоциация популярной прессы назвала её самым известным криминальным журналистом России. В 2005 году получила премию «За возрождение России».

## Известные расследования
В 1997 году в газете «Совершенно секретно» (№ 6) опубликовала статью «А министр-то голый», в которой были напечатаны фотографии министра юстиции В. А. Ковалёва в бане в компании с обнажёнными женщинами, что привело к его последующей отставке. А. Г. Боровик вспоминал, что «огромному давлению подвергалась Лариса Кислинская после публикации о министре юстиции Ковалёве, но мы и тогда не открыли наш источник».

## Судебные процессы
В июне 1994 года Кислинская выступала в качестве ответчика по иску поданному против неё И. Д. Кобзоном из-за публикации ею в газете «Советская Россия» сведений о связях Кобзона с организованной преступностью и его участия в освобождении из под стражи воров в законе В. К. Иванькова («Япончик») и В. Ю. Никифорова («Калина»). Также были опубликованы фотографии Кобзона с А. Т. Тохтахуновым, известного в криминальном мире под прозвищем «Тайванчик». 23 февраля 1996 года Савёловский муниципальный суд принял решение в пользу Кобзона, однако 10 апреля 1996 года Кислинская подала кассационную жалобу в Кассационную коллегию Московского городского суда. Ею же по отношению к Кобзону был выдвинут встречный иск в связи с его высказыванием в интервью газете «Совершенно секретно» о том, что Кислинская «пьёт, курит и совмещает две древнейшие профессии». По второму иску суд признал слова Кобзона несоответствующими действительности и обязал его возместить Кислинской моральный ущерб в размере полумиллиона рублей.

## Отзывы
Политолог А. А. Мухин отмечает:
Своеобразной легендой является неформальный «старший следователь» холдинга «Совершенно секретно» Лариса Кислинская, один из самых известных исследователей российской организованной преступности и коррупции.
Журналист Е. Ю. Додолев отмечал, что на страницах газеты «Советская Россия» «Кислинская выступила с рядом очень интересных публикаций, среди которых — „Лёгкое поведение на весах правосудия“ — о „вокзальной“ проституции».
Журналист П. Хлебников считал Кислинскую «экспертом по организованной преступности».

## Сочинения
- Кислинская Л. Ю. Фиаско // Процессы: гласность и мафия: противостояние / Сост. Е. Ю. Додолев, предисл А. Ф. Катусева. — М.: Молодая гвардия, 1989. — С. 105—121. — 192 с. — 150 000 экз. — ISBN 5-235-00980-0.
- Кислинская Л. Ю. Ошибка Япончика: Повесть // Ошибка Япончика: Сборник / Ред. В. Викторов. — М.: Олимп, АСТ-Лтд, 1997. — С. 5—124. — 463 с. — (Криминальная Россия. Современные хроники).